# Fritz Kersten
Fritz Kersten (* 2. August 1935 in Hofgeismar; † 6. März 2005) war ein hessischer Politiker (FDP) und ehemaliger Abgeordneter des Hessischen Landtags.
Fritz Kersten war Landwirt. Er war Mitglied der FDP Hessen und in seiner Partei Ortsvorsitzender in Hofgeismar sowie Mitglied im FDP-Kreis- und Bezirksvorstand. Kommunalpolitisch war er in Hofgeismar als Stadtverordneter engagiert und dort Fraktionsvorsitzender der FDP-Fraktion. Vom 1. September 1989 (als Nachrücker für Dieter Posch) bis 1991 war er Mitglied des Hessischen Landtags.